# Bernard Sichère
Bernard Sichère, né le 13 mars 1944 à Lille, et mort le 26 mars 2019 à Reims, est un philosophe et un écrivain français, maître de conférences à l'université de Caen Basse-Normandie, puis à l'université Paris VII - Diderot.

## Biographie
Issu d'une famille qu'il qualifie comme étant « de droite et même d’extrême droite », il devient militant maoïste à la fin des années 1960 et soutient la révolution culturelle chinoise.
Volontiers provocateur (il a consacré sa thèse à Sade en 1970, avant d'introduire des textes de ce dernier dans ses cours du Lycée Janson-de-Sailly, au grand dam des parents d'élèves), il a animé le groupe Foudre d'intervention marxiste-léniniste dans l'art et la culture, dont l'activisme verbalement violent a laissé sa trace dans les annales de l'université Paris-VIII au milieu des années 1970. Il s’est depuis largement éloigné de cet engagement et a adopté une posture critique sur l'extrême-gauche.
Analysant les événements de Mai 1968, il avance que le mouvement étudiant et ouvrier « aura eu pour principal ennemi le Parti communiste et la CGT, beaucoup plus encore que la droite », ces premiers craignant d'être débordés dans la représentation de la classe ouvrière. Il perçoit également dans ces événements le début du déclin du PCF.
Il a collaboré aux revues Tel Quel, L'Infini, Les Temps modernes, La Règle du jeu, Revue de métaphysique et de morale, Lignes et Pylônes.
À partir du début des années 2000, sa pensée se rapproche du catholicisme. Il réalise une traduction complète de la Métaphysique d'Aristote. Son ouvrage Aristote au soleil de l'être peut être considéré comme une explication de son travail philosophique de traduction, notamment à la lumière de sa lecture de l’œuvre de Heidegger.

## Publications
- Approche de la tempête, Gallimard, 1977
- Merleau-Ponty, ou le corps de la philosophie, Grasset, coll. « Figures », 1982, essai
- Le Moment lacanien, Grasset, coll. « Figures », 1983, essai
- Je, William Beckford, Denoël, 1984, roman
- La Gloire du traître, Denoël, 1986, roman
- Le Nom de Shakespeare, Gallimard, 1987, essai
- Éloge du sujet, Grasset, coll. « Figures », 1990, essai
- Le Dieu des écrivains, Gallimard, coll. « L'Infini », 1990, essai
- Le Rire des dieux, Grasset, 1993, roman
- Histoires du mal, Grasset, coll. « Figures », 1995, essai
- Splendeur de Fawzi, Pauvert, 2001
- Penser est une fête, Léo Scheer, 2002, essai
- Seul un Dieu peut encore nous sauver, Desclée de Brouwer, 2002, essai
- Le jour est proche : La révolution selon Paul, Desclée de Brouwer, 2003, essai
- Qu'est-ce que faire justice ?, Bordas, coll. « Philosophie présente », 2003, essai
- Il faut sauver la politique, Lignes, coll. « Manifeste », 2004, essai
- Catholique, Desclée de Brouwer, 2005, essai
- Pour Bataille : Être, chance, souveraineté, Gallimard, coll. « L'Infini », 2006, essai
- Gabin, le cinéma, le peuple, Maren Sell, 2006, essai
- Métaphysique d'Aristote, Pocket, coll. « Agora », 2007, essaiNouvelle traduction des livres A à E,  les Livres Z à N, paraissent en 2010  (ISBN 9782266192903)
- L'Être et le Divin, Gallimard, coll. « L'Infini », 2008, essai
- Ce grand soleil qui ne meurt pas, Grasset, 2011
- Aristote au soleil de l'être, CNRS Éditions, 2018